# ミューズの微笑み
ミューズの微笑み（ミューズのほほえみ）は、2007年7月29日から2010年12月18日までNHK教育テレビで放送されていたテレビ番組。

## 概要
日本全国のユニークな美術館を厳選し、大人の美術館の楽しみ方を紹介する美術系教養番組。
この番組の再編集・短縮版が『日曜美術館』の「アートシーン」で放送された。

## 放送時間
- 2007年版
  - 2007年7月29日 日曜日22:00-23:00（本放送・教育）／2007年8月1日 - 8月3日 水 - 金曜日15:00-15:20（分割再放送・教育）
- 2008年版（2008年10月4日 - 2008年12月27日）
  - 土曜日23:00-23:30（教育）／水曜日24:45-25:15（教育）／土曜日05:00-05:30（BS2）
- 2010年版（2010年10月2日 - 2010年12月18日）
  - 土曜日23:45-24:15（教育）／土曜日10:30-11:00（教育）／火曜日16:30-17:00（BS2）

## ナレーション
- 大沼ひろみ
- 滑川和男（2008年のみ）

## 放送リスト
| #    | 初回放送日     | 美術館                       | 出演者         |
| ---- | -------------- | ---------------------------- | -------------- |
| 0-01 | 2007年7月29日  | 横須賀美術館                 | 桐島ローランド |
| 0-02 | 2007年7月29日  | 朝倉彫塑館                   | 桐島ローランド |
| 0-03 | 2007年7月29日  | 感覚ミュージアム             | 桐島ローランド |
| 1-01 | 2008年10月4日  | 中札内美術村                 | 原沙知絵       |
| 1-02 | 2008年10月11日 | 笠間日動美術館               | 桐島ローランド |
| 1-03 | 2008年10月18日 | 河井寛次郎記念館             | 財津和夫       |
| 1-04 | 2008年10月25日 | アルテピアッツァ美唄         | 原沙知絵       |
| 1-05 | 2008年11月8日  | 植田正治写真美術館           | 桐島ローランド |
| 1-06 | 2008年11月15日 | 旧白洲邸 武相荘              | 原沙知絵       |
| 1-07 | 2008年11月22日 | 大山崎山荘美術館             | 財津和夫       |
| 1-08 | 2008年11月29日 | 霧島アートの森               | 桐島ローランド |
| 1-09 | 2008年12月6日  | 熊谷守一美術館               | 桐島ローランド |
| 1-10 | 2008年12月13日 | 能登島ガラス美術館           | 原沙知絵       |
| 1-11 | 2008年12月20日 | 養老天命反転地               | 桐島ローランド |
| 1-12 | 2008年12月27日 | 那珂川町馬頭広重美術館       | 財津和夫       |
| 2-01 | 2010年10月2日  | 箱根ラリック美術館           | 清塚信也       |
| 2-02 | 2010年10月9日  | ビッキ アトリエ3モア         | 桐島ローランド |
| 2-03 | 2010年10月16日 | 安曇野ちひろ美術館           | 坂本美雨       |
| 2-04 | 2010年10月23日 | 岡本太郎記念館               | 坂本美雨       |
| 2-05 | 2010年10月30日 | 伊豆の長八美術館             | 桐島ローランド |
| 2-06 | 2010年11月6日  | ハラ・ミュージアムアーク     | 坂本美雨       |
| 2-07 | 2010年11月13日 | 長崎県美術館                 | 清塚信也       |
| 2-08 | 2010年11月20日 | 坂本善三美術館               | 桐島ローランド |
| 2-09 | 2010年11月27日 | 長野県信濃美術館・東山魁夷館 | 清塚信也       |
| 2-10 | 2010年12月4日  | 木田金次郎美術館             | 坂本美雨       |
| 2-11 | 2010年12月11日 | 丸亀市猪熊弦一郎現代美術館   | 坂本美雨       |
| 2-12 | 2010年12月18日 | ホキ美術館                   | 桐島ローランド |